# Powiat Kaisai (Aichi)
Powiat Kaisai (jap. 海西郡 Kaisai-gun) – dawny powiat w Japonii, w prefekturze Aichi.

## Historia[1]

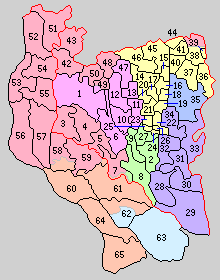
Powiat Kaisai (51–65 – 1889 r.)

W pierwszym roku okresu Meiji na terenie powiatu znajdowało się 109 wiosek. Powiat został założony 20 grudnia 1878 roku. Wraz z utworzeniem nowego systemu administracyjnego 1 kwietnia 1889 roku powiat Kaisai został podzielony na 15 wiosek: Kaiji, Hachiwa, Mutsuwa, Hayao, Itsue, Tatsuwa, Kawaji, Ichie (市腋村), Higashiichie, Yatomi, Jūshiyama, Takaraji, Tobishima, Ōfuji i Ryōgoku.
- 26 sierpnia 1903 – wioska Yatomi zdobyła status miejscowości. (1 miejscowość, 14 wiosek)
- 1 lipca 1906 – miały miejsce następujące połączenia: (1 miejscowość, 6 wiosek)
  - miejscowość Yatomi (część), wioski Jūshiyama (część), Ichie (市腋村) (część) → miejscowość Yatomi,
  - wioski Kaiji, Hachiwa, Mutsuwa (część) → wioska Hachikai,
  - wioski Mutsuwa (część), Itsue, Hayao, Tatsuwa, Kawaji → wioska Tatsuta,
  - miejscowość Yatomi (część), wioski Ōfuji, Ryōgoku → wioska Nabeta,
  - wioski Jūshiyama (część), Higashiichie, Ichie (市腋村) (część) → wioska Ichie (市江村),
  - wioski Jūshiyama (część), Takaraji (część) → wioska Jūshiyama,
  - wioski Tobishima, Takaraji (część) → wioska Tobishima.
- 1 lipca 1913 – powiat Kaisai został włączony w teren nowo powstałego powiatu Ama.  W wyniku tego połączenia powiat Kaisai został rozwiązany.